# Spaniel pikardyjski
Spaniel pikardyjski – rasa psów, należąca do grupy wyżłów (sekcja: wyżły kontynentalne, typ: „spaniel”). Podlega próbom pracy.

## Rys historyczny
Pies ten pochodzi z doliny Sommy w regionie Pikardii w północnej Francji. Po raz pierwszy zaprezentowany podczas paryskiej wystawy psów w 1904.

## Użytkowość
Rasa ta hodowana jest w dolinie Sommy do polowań na bekasy i kaczki.

## Temperament
Towarzyski, łagodny wesoły. Ceniony pies do towarzystwa. Łatwy w szkoleniu, lubi przypodobać się właścicielowi.

## Zachowanie w środowisku
Żyje zgodnie z innymi psami i zwierzętami. Cierpliwy wobec dzieci. Jest czujny i zawsze zapowiada obecność obcych, a w razie konieczności gotów do obrony.

## Ruch
Wymaga dużo ruchu. Wskazane, by spaniel pikardyjski miał możliwość biegania. Często lubią zabawy (np. aportowanie) i pływanie.

## Budowa
Silne kończyny, czaszka szeroka i okrągła z zaznaczonym guzem potylicznym. Szeroka klatka piersiowa, szyja dobrze umięśniona. Uszy osadzone dość nisko.

## Szata i umaszczenie
Włosy o średniej długości są gładkie lub lekko faliste. Czarne i białe włosy są tak przemieszane, że sierść sprawia wrażenie błękitnej. Spotyka się egzemplarze o maści szarej z czekoladowym przesianiem.

## Popularność w Polsce
W Polsce rasa jest mało popularna.